# Cina ai XXIV Giochi olimpici invernali
La Cina ha partecipato ai XXIV Giochi olimpici invernali, che si sono svolti dal 4 al 20 febbraio 2022 a Pechino in Cina, con una delegazione composta da centoottantadue atleti, novantasei uomini e ottantasei donne. Zhao Dan e Gao Tingyu sono stati i portabandiera alla Cerimonia d'Apertura.
Si è trattata della dodicesima partecipazione di questo paese ai Giochi invernali.

## Delegazione
| Sport                   | Uomini | Donne | Totale |
| ----------------------- | ------ | ----- | ------ |
| Biathlon                | 4      | 4     | 8      |
| Bob                     | 9      | 4     | 13     |
| Curling                 | 6      | 6     | 12     |
| Combinata nordica       | 4      | 0     | 4      |
| Freestyle               | 9      | 11    | 20     |
| Hockey su ghiaccio      | 25     | 23    | 48     |
| Pattinaggio di figura   | 4      | 4     | 8      |
| Pattinaggio di velocità | 6      | 8     | 14     |
| Salto                   | 4      | 2     | 6      |
| Sci alpino              | 2      | 2     | 4      |
| Sci di fondo            | 6      | 6     | 12     |
| Short track             | 5      | 5     | 10     |
| Skeleton                | 2      | 2     | 4      |
| Slittino                | 3      | 1     | 4      |
| Snowboard               | 5      | 8     | 13     |
| Totale                  | 96     | 86    | 182    |

## Medaglie
| Riepilogo quotidiano | Riepilogo quotidiano | Riepilogo quotidiano | Riepilogo quotidiano | Riepilogo quotidiano | Riepilogo quotidiano |
| -------------------- | -------------------- | -------------------- | -------------------- | -------------------- | -------------------- |
| Giorno               | Data                 | Oro                  | Argento              | Bronzo               | Totale               |
| 1º                   | 5                    | 1                    | 0                    | 0                    | 1                    |
| 2º                   | 6                    | 0                    | 0                    | 0                    | 0                    |
| 3º                   | 7                    | 1                    | 2                    | 0                    | 3                    |
| 4º                   | 8                    | 1                    | 0                    | 0                    | 1                    |
| 5º                   | 9                    | 0                    | 0                    | 0                    | 0                    |
| 6º                   | 10                   | 0                    | 1                    | 0                    | 1                    |
| 7º                   | 11                   | 0                    | 0                    | 1                    | 1                    |
| 8º                   | 12                   | 1                    | 0                    | 0                    | 1                    |
| 9º                   | 13                   | 0                    | 0                    | 1                    | 1                    |
| 10º                  | 14                   | 1                    | 0                    | 0                    | 1                    |
| 11º                  | 15                   | 1                    | 1                    | 0                    | 2                    |
| 12º                  | 16                   | 1                    | 0                    | 0                    | 1                    |
| 13º                  | 17                   | 0                    | 0                    | 0                    | 0                    |
| 14º                  | 18                   | 1                    | 0                    | 0                    | 1                    |
| 15º                  | 19                   | 1                    | 0                    | 0                    | 1                    |
| 16º                  | 20                   | 0                    | 0                    | 0                    | 0                    |
| Totale               | Totale               | 9                    | 4                    | 2                    | 15                   |

### Medagliere per discipline
| Sport                   | Oro | Argento | Bronzo | Totale |
| ----------------------- | --- | ------- | ------ | ------ |
| Freestyle               | 4   | 2       | 0      | 6      |
| Short track             | 2   | 1       | 1      | 4      |
| Snowboard               | 1   | 1       | 0      | 2      |
| Pattinaggio di velocità | 1   | 0       | 0      | 1      |
| Pattinaggio di figura   | 1   | 0       | 0      | 1      |
| SSkeleton               | 0   | 0       | 1      | 1      |
| Totale                  | 9   | 4       | 2      | 15     |

### Medaglie d'oro
| Medaglia | Nome                                                 | Sport                 | Evento                         |
| -------- | ---------------------------------------------------- | --------------------- | ------------------------------ |
| Oro      | Qu Chunyu Fan Kexin Wu Dajing Ren Ziwei Zhang Yuting | Short track           | 2000 m staffetta mista         |
| Oro      | Ren Ziwei                                            | Short track           | 1000 m maschile                |
| Oro      | Gu Ailing                                            | Freestyle             | Big air femminile              |
| Oro      | Gao Tingyu                                           | Pattinaggio velocità  | 500 m maschile                 |
| Oro      | Xu Mengtao                                           | Freestyle             | Salti femminile                |
| Oro      | Su Yiming                                            | Snowboard             | Big air maschile               |
| Oro      | Qi Guangpu                                           | Freestyle             | Salti maschile                 |
| Oro      | Gu Ailing                                            | Freestyle             | Halfpipe femminile             |
| Oro      | Sui Wenjing Han Cong                                 | Pattinaggio di figura | Pattinaggio di figura a coppie |

### Medaglie d'argento
| Medaglia | Nome                               | Sport       | Evento               |
| -------- | ---------------------------------- | ----------- | -------------------- |
| Argento  | Su Yiming                          | Snowboard   | Slopestyle maschile  |
| Argento  | Li Wenlong                         | Short track | 1000 m maschile      |
| Argento  | Xu Mengtao Jia Zongyang Qi Guangpu | Freestyle   | Salti misto          |
| Argento  | Gu Ailing                          | Freestyle   | Slopestyle femminile |

### Medaglie di bronzo
| Medaglia | Nome                                                      | Sport       | Evento                     |
| -------- | --------------------------------------------------------- | ----------- | -------------------------- |
| Bronzo   | Yan Wengang                                               | Skeleton    | Singolo maschile           |
| Bronzo   | Qu Chunyu Zhang Chutong Fan Kexin Zhang Yuting Han Yutong | Short track | 3000 m staffetta femminile |

## Biathlon
Uomini
| Atleta                                              | Evento                  | Tempo     | Errori       | Pos. |
| --------------------------------------------------- | ----------------------- | --------- | ------------ | ---- |
| Cheng Fangming                                      | 20 km individuale       | 56'07"8   | 6 (2+1+0+3)  | 69º  |
| Yan Xingyuan                                        | 20 km individuale       | 53'40"6   | 3 (1+1+1+0)  | 39º  |
| Zhang Chunyu                                        | 20 km individuale       | 1h07'12"2 | 12 (2+4+5+1) | 92º  |
| Zhu Zhenyu                                          | 20 km individuale       | 58'42"6   | 4 (1+2+1+0)  | 83º  |
| Cheng Fangming                                      | 10 km sprint            | 25'53"3   | 1 (0+1)      | 32º  |
| Yan Xingyuan                                        | 10 km sprint            | 26'16"7   | 1 (1+0)      | 40º  |
| Zhang Chunyu                                        | 10 km sprint            | 27'14"2   | 1 (0+1)      | 76º  |
| Zhu Zhenyu                                          | 10 km sprint            | 27'28"6   | 3 (2+1)      | 81º  |
| Cheng Fangming                                      | 12,5 km inseguimento    | 43'30"4   | 4 (1+2+1+0)  | 22º  |
| Yan Xingyuan                                        | 12,5 km inseguimento    | 45'30"2   | 5 (2+1+1+1)  | 41º  |
| Cheng Fangming                                      | 15 km partenza in linea | 44'26"8   | 4 (4+0+0+0)  | 30º  |
| Cheng Fangming Yan Xingyuan Zhu Zhenyu Zhang Chunyu | Staffetta 4x7,5 km      | 1h26'27"5 | 13 (2+11)    | 16ª  |

Donne
| Atleta                                          | Evento             | Tempo     | Errori      | Pos. |
| ----------------------------------------------- | ------------------ | --------- | ----------- | ---- |
| Chu Yuanmeng                                    | 15 km individuale  | 48'58"8   | 2 (0+0+0+2) | 35ª  |
| Ding Yuhuan                                     | 15 km individuale  | 54'14"6   | 5 (2+1+0+2) | 81ª  |
| Meng Fanqi                                      | 15 km individuale  | 49'56"5   | 2 (0+0+0+2) | 47ª  |
| Tang Jialin                                     | 15 km individuale  | 51'16"0   | 4 (1+1+1+1) | 59ª  |
| Chu Yuanmeng                                    | 7,5 km sprint      | 23'32"6   | 2 (1+1)     | 61ª  |
| Ding Yuhuan                                     | 7,5 km sprint      | 24'33"1   | 2 (1+1)     | 76ª  |
| Meng Fanqi                                      | 7,5 km sprint      | 23'33"7   | 1 (1+0)     | 62ª  |
| Tang Jialin                                     | 7,5 km sprint      | 23'03"5   | 1 (1+0)     | 35ª  |
| Tang Jialin                                     | 10 km inseguimento | 41'48"3   | 4 (1+0+1+2) | 53ª  |
| Tang Jialin Chu Yuanmeng Ding Yuhuan Meng Fanqi | Staffetta 4x6 km   | 1h16'11"5 | 6 (1+5)     | 12ª  |

Misto
| Atleta                                              | Evento           | Tempo     | Errori    | Pos. |
| --------------------------------------------------- | ---------------- | --------- | --------- | ---- |
| Cheng Fangming Chu Yuanmeng Meng Fanqi Yan Xingyuan | Staffetta 4x6 km | 1h11'28"1 | 12 (0+12) | 15ª  |

## Bob
L'Austria ha qualificato nel bob sei equipaggi: due nel bob a due maschile, altrettanti nel bob a quattro maschile e uno nel bob a due femminile e uno nel monobob femminile.
Uomini
| Atleti                                   | Evento                 | 1ª manche | 1ª manche | 2ª manche | 2ª manche | 3ª manche | 3ª manche | 4ª manche       | 4ª manche       | Totale  | Totale |
| Atleti                                   | Evento                 | Tempo     | Pos.      | Tempo     | Pos.      | Tempo     | Pos.      | Tempo           | Pos.            | Tempo   | Pos.   |
| ---------------------------------------- | ---------------------- | --------- | --------- | --------- | --------- | --------- | --------- | --------------- | --------------- | ------- | ------ |
| Sun Kaizhi Wu Qingze                     | Bob a due maschile     | 1'00"04   | 19ª       | 1'00"01   | 9ª        | 59"99     | 13ª       | 1'00"25         | 15ª             | 4'00"29 | 14ª    |
| Li Chunjian Liu Wei                      | Bob a due maschile     | 1'00"31   | 24ª       | 1'00"36   | 18ª       | 1'00"43   | 22ª       | Non qualificati | Non qualificati | 3'01"10 | 22ª    |
| Li Chunjian Ding Song Ye Jielong Shi Hao | Bob a quattro maschile | 59"31     | 16ª       | 59"55     | 13ª       | 59"46     | 18ª       | 59"66           | 17ª             | 3'57"98 | 17ª    |
| Sun Kaizhi Wu Qingze Wu Zhitao Zhen Heng | Bob a quattro maschile | 59"38     | 18ª       | 59"65     | 18ª       | 59"47     | 19ª       | 59"47           | 12ª             | 3'57"97 | 16ª    |

Donne
| Atlete                  | Evento              | 1ª manche | 1ª manche | 2ª manche | 2ª manche | 3ª manche | 3ª manche | 4ª manche | 4ª manche | Totale  | Totale |
| Atlete                  | Evento              | Tempo     | Pos.      | Tempo     | Pos.      | Tempo     | Pos.      | Tempo     | Pos.      | Tempo   | Pos.   |
| ----------------------- | ------------------- | --------- | --------- | --------- | --------- | --------- | --------- | --------- | --------- | ------- | ------ |
| Huai Mingming           | Monobob femminile   | 1'05"18   | 6ª        | 1'05"72   | 9ª        | 1'05"71   | 7ª        | 1'05"97   | 8ª        | 4'22"58 | 6ª     |
| Ying Qing               | Monobob femminile   | 1'05"16   | 5ª        | 1'05"99   | 12ª       | 1'05"82   | 9ª        | 1'06"44   | 14ª       | 4'23"41 | 9ª     |
| Huai Mingming Wang Xuan | Bob a due femminile | 1'01"88   | 11ª       | 1'02"17   | 14ª       | 1'02"11   | 12ª       | 1'02"10   | 12ª       | 4'08"26 | 11ª    |
| Ying Qing Du Jiani      | Bob a due femminile | 1'01"92   | 14ª       | 1'02"19   | 15ª       | 1'02"29   | 17ª       | 1'02"09   | 11ª       | 4'08"49 | 14ª    |

## Combinata nordica
| Atleta                                     | Evento             | Salto     | Salto | Salto     | Fondo   | Fondo            | Posizione |
| Atleta                                     | Evento             | Lunghezza | Punti | Posizione | Tempo   | Tempo + distacco | Posizione |
| ------------------------------------------ | ------------------ | --------- | ----- | --------- | ------- | ---------------- | --------- |
| Zhao Jiawen                                | Trampolino normale | 81,0 m    | 59,0  | 42º       | 28'33"8 | 33'29"8          | 43º       |
| Zhao Jiawen                                | Trampolino lungo   | 93,0 m    | 32,7  | 46º       | 29'33"1 | 36'41"1          | 47º       |
| Zhao Zihe Zhao Jiawen Guo Yuhao Fan Haibin | Gara a squadre     | 379,5 m   | 184,7 | 10º       | 58'07"1 | 1h04'35"1        | 10º       |

## Hockey su ghiaccio
| Squadra             | Torneo    | Girone               | Girone               | Girone               | Girone               | Girone | Playoff              | Quarti               | Semifinali           | Finale / FB          | Pos. |
| Squadra             | Torneo    | Avversario Punteggio | Avversario Punteggio | Avversario Punteggio | Avversario Punteggio | Pos.   | Avversario Punteggio | Avversario Punteggio | Avversario Punteggio | Avversario Punteggio | Pos. |
| ------------------- | --------- | -------------------- | -------------------- | -------------------- | -------------------- | ------ | -------------------- | -------------------- | -------------------- | -------------------- | ---- |
| Nazionale maschile  | Maschile  | Stati Uniti P 0–8    | Germania P 2–3       | Canada P 0–5         | N.D.                 | 4ª     | Canada P 2–7         | Non qualificati      | Non qualificati      | Non qualificati      | 12ª  |
| Nazionale femminile | Femminile | Rep. Ceca P 1–3      | Danimarca V 3–1      | Giappone P 2–1       | Svezia P 1–2         | 4ª     | N.D.                 | Non qualificati      | Non qualificati      | Non qualificati      | 9ª   |

## Curling
| Squadra                                                | Torneo       | Girone               | Girone               | Girone               | Girone               | Girone               | Girone               | Girone               | Girone               | Girone               | Girone | Semifinali           | Finale / FB          | Pos.            |
| Squadra                                                | Torneo       | Avversario Punteggio | Avversario Punteggio | Avversario Punteggio | Avversario Punteggio | Avversario Punteggio | Avversario Punteggio | Avversario Punteggio | Avversario Punteggio | Avversario Punteggio | Pos.   | Avversario Punteggio | Avversario Punteggio | Pos.            |
| ------------------------------------------------------ | ------------ | -------------------- | -------------------- | -------------------- | -------------------- | -------------------- | -------------------- | -------------------- | -------------------- | -------------------- | ------ | -------------------- | -------------------- | --------------- |
| Ma Xiuyue Zou Qiang Wang Zhiyu Xu Jingtao Jiang Dongxu | Maschile     | Svezia P 4–6         | ROC P 4–7            | Danimarca V 5–4      | Italia V 12–9        | Gran Bretagna P 6–7  | Stati Uniti P 6–8    | Canada V 8–10        | Norvegia V 8–6       | Svizzera V 6–5       | 5ª     | Non qualificati      | Non qualificati      | Non qualificati |
| Han Yu Wang Rui Dong Ziqi Zhang Lijun Jiang Xindi      | Femminile    | Danimarca P 6–7      | Svizzera P 5–7       | Stati Uniti P 4–8    | Svezia V 9–6         | Corea del Sud V 6–5  | Giappone P 2–10      | ROC P 5–11           | Gran Bretagna V 8–4  | Canada V 11–9        | 7ª     | Non qualificate      | Non qualificate      | Non qualificate |
| Fan Suyuan Ling Zhi                                    | Doppio misto | Svizzera V 7–6       | Australia V 6–5      | Svezia P 6–7         | Canada P 6–8         | Stati Uniti P 5–7    | Norvegia P 6–9       | Gran Bretagna P 5–6  | Italia P 4–8         | Rep. Ceca P 6–8      | 9ª     | Non qualificati      | Non qualificati      | Non qualificati |

## Freestyle
Salti
| Atleta                             | Evento          | Qualificazione | Qualificazione | Qualificazione | Qualificazione | Finale          | Finale          | Finale          | Finale          | Finale          | Finale    |
| Atleta                             | Evento          | Salto 1        | Salto 1        | Salto 2        | Salto 2        | Salto 1         | Salto 1         | Salto 2         | Salto 2         | Salto 3         | Salto 3   |
| Atleta                             | Evento          | Punti          | Posizione      | Punti          | Posizione      | Punti           | Posizione       | Punti           | Posizione       | Punti           | Posizione |
| ---------------------------------- | --------------- | -------------- | -------------- | -------------- | -------------- | --------------- | --------------- | --------------- | --------------- | --------------- | --------- |
| Jia Zongyang                       | Salti maschile  | 125,67         | 2º Q           | Bye            | Bye            | 123,45          | 5º              | 88,69           | 12º             | Non qualificato | 7º        |
| Qi Guangpu                         | Salti maschile  | 127,88         | 1º Q           | Bye            | Bye            | 125,22          | 3º              | 114,48          | 8º              | 129,00          |           |
| Sun Jiaxu                          | Salti maschile  | 85,40          | 23º            | 110,86         | 12º            | Non qualificato | Non qualificato | Non qualificato | Non qualificato | Non qualificato | 18º       |
| Wang Xindi                         | Salti maschile  | 114,60         | 12º            | 98,19          | 8º             | Non qualificato | Non qualificato | Non qualificato | Non qualificato | Non qualificato | 14º       |
| Kong Fanyu                         | Salti femminile | 83,78          | 9ª             | 81,99          | 4ª Q           | 102,71          | 3ª Q            | 62,24           | 3ª              | 59,67           | 6ª        |
| Shao Qi                            | Salti femminile | 77,49          | 15ª            | 77,49          | 11ª            | Non qualificata | Non qualificata | Non qualificata | Non qualificata | Non qualificata | 17ª       |
| Xu Mengtao                         | Salti femminile | 101,10         | 3ª Q           | Bye            | Bye            | 103,89          | 2ª Q            | DNS             | DNS             | 108,61          |           |
| Xu Mengtao Jia Zongyang Qi Guangpu | Squadre miste   | N.D.           | N.D.           | N.D.           | N.D.           | 336,89          | 1ª              | 324,22          |                 | N.D.            | N.D.      |

Freeski
| Atleta        | Evento               | Qualificazione | Qualificazione | Qualificazione | Qualificazione | Qualificazione | Finale          | Finale          | Finale          | Finale          | Finale          |
| Atleta        | Evento               | Run 1          | Run 2          | Run 3          | Migliore       | Posizione      | Run 1           | Run 2           | Run 3           | Migliore        | Posizione       |
| ------------- | -------------------- | -------------- | -------------- | -------------- | -------------- | -------------- | --------------- | --------------- | --------------- | --------------- | --------------- |
| He Jinbo      | Big air maschile     | 45,25          | 36,75          | 49,00          | 85,75          | 27º            | Non qualificato | Non qualificato | Non qualificato | Non qualificato | Non qualificato |
| Eileen Gu     | Big air femminile    | 89,00          | 24,50          | 72,25          | 161,25         | 5ª Q           | 93,75           | 88,50           | 94,50           | 188,25          |                 |
| Yang Shuorui  | Big air femminile    | 38,25          | 40,50          | 55,50          | 96,00          | 20ª            | Non qualificata | Non qualificata | Non qualificata | Non qualificata | Non qualificata |
| He Binghan    | Halfpipe maschile    | 45,00          | 17,75          | N.D.           | 45,00          | 21º            | Non qualificato | Non qualificato | Non qualificato | Non qualificato | Non qualificato |
| Mao Bingqiang | Halfpipe maschile    | 62,75          | 66,25          | N.D.           | 66,25          | 14º            | Non qualificato | Non qualificato | Non qualificato | Non qualificato | Non qualificato |
| Sun Jingbo    | Halfpipe maschile    | 4,25           | 48,75          | N.D.           | 48,75          | 18º            | Non qualificato | Non qualificato | Non qualificato | Non qualificato | Non qualificato |
| Wang Haizhuo  | Halfpipe maschile    | 37,00          | 9,25           | N.D.           | 37,00          | 22º            | Non qualificato | Non qualificato | Non qualificato | Non qualificato | Non qualificato |
| Eileen Gu     | Halfpipe femminile   | 93,75          | 95,50          | N.D.           | 95,50          | 1ª Q           | 93,25           | 95,25           | 30,00           | 95,25           |                 |
| Li Fanghui    | Halfpipe femminile   | 84,75          | 19,25          | N.D.           | 84,75          | 7ª Q           | 81,75           | 86,50           | 16,75           | 86,50           | 5ª              |
| Wu Meng       | Halfpipe femminile   | 12,50          | 67,75          | N.D.           | 67,75          | 16ª            | Non qualificata | Non qualificata | Non qualificata | Non qualificata | Non qualificata |
| Zhang Kexin   | Halfpipe femminile   | 77,50          | 86,50          | N.D.           | 86,50          | 5ª Q           | 78,75           | 25,75           | 3,25            | 78,75           | 7ª              |
| He Jinbo      | Slopestyle maschile  | 42,83          | 20,85          | N.D.           | 42,83          | 21º            | Non qualificato | Non qualificato | Non qualificato | Non qualificato | Non qualificato |
| Eileen Gu     | Slopestyle femminile | 57,28          | 79,38          | N.D.           | 79,38          | 3ª Q           | 69,90           | 16,98           | 86,23           | 86,23           |                 |
| Yang Shuorui  | Slopestyle femminile | 18,46          | 39,05          | N.D.           | 39,05          | 23ª            | Non qualificata | Non qualificata | Non qualificata | Non qualificata | Non qualificata |

Gobbe
| Atleta    | Evento          | Qualificazione | Qualificazione | Qualificazione | Qualificazione | Qualificazione | Qualificazione | Finale          | Finale          | Finale          | Finale          | Finale          | Finale          | Finale          | Finale          | Finale          |
| Atleta    | Evento          | Run 1          | Run 1          | Run 1          | Run 2          | Run 2          | Run 2          | Run 1           | Run 1           | Run 1           | Run 2           | Run 2           | Run 2           | Run 3           | Run 3           | Run 3           |
| Atleta    | Evento          | Tempo          | Totale         | Posizione      | Tempo          | Totale         | Posizione      | Tempo           | Totale          | Posizione       | Tempo           | Totale          | Posizione       | Tempo           | Totale          | Posizione       |
| --------- | --------------- | -------------- | -------------- | -------------- | -------------- | -------------- | -------------- | --------------- | --------------- | --------------- | --------------- | --------------- | --------------- | --------------- | --------------- | --------------- |
| Zhao Yang | Gobbe maschile  | 28"09          | 61,47          | 28º            | 26"42          | 64,95          | 20º            | Non qualificato | Non qualificato | Non qualificato | Non qualificato | Non qualificato | Non qualificato | Non qualificato | Non qualificato | Non qualificato |
| Li Nan    | Gobbe femminile | 31"76          | 63,32          | 19ª            | 46"17          | 10,67          | 15ª            | Non qualificato | Non qualificato | Non qualificato | Non qualificato | Non qualificato | Non qualificato | Non qualificato | Non qualificato | Non qualificato |

Ski cross
| Atleta      | Evento              | Posizionamento | Posizionamento | Ottavi    | Quarti          | Semifinale      | Finale          | Finale |
| Atleta      | Evento              | Tempo          | Posizione      | Posizione | Posizione       | Posizione       | Posizione       | Totale |
| ----------- | ------------------- | -------------- | -------------- | --------- | --------------- | --------------- | --------------- | ------ |
| Pu Rui      | Ski cross femminile | 1'30"01        | 25ª            | 4ª        | Non qualificata | Non qualificata | Non qualificata | 25ª    |
| Ran Hongyun | Ski cross femminile | 1'25"85        | 24ª            | 3ª        | Non qualificata | Non qualificata | Non qualificata | 24ª    |

## Pattinaggio di figura
| Atleta                  | Gara      | Programma corto | Programma corto | Programma libero | Programma libero | Totale          | Totale          |
| Atleta                  | Gara      | Punti           | Posizione       | Punti            | Posizione        | Punti           | Posizione       |
| ----------------------- | --------- | --------------- | --------------- | ---------------- | ---------------- | --------------- | --------------- |
| Jin Boyang              | Maschile  | 90,98           | 11º Q           | 179,45           | 8º               | 270,43          | 9º              |
| Zhu Yi                  | Femminile | 53.44           | 27ª             | Non qualificata  | Non qualificata  | Non qualificata | Non qualificata |
| Peng Cheng / Jin Yang   | Coppie    | 76,10           | 5ª Q            | 138,74           | 6ª               | 214,84          | 5ª              |
| Sui Wenjing / Han Cong  | Coppie    | 84,41           | 1ª Q            | 155,47           | 1ª               | 239,88          |                 |
| Wang Shiyue / Liu Xinyu | Danza     | 73,41           | 12ª Q           | 111,01           | 12ª              | 184,42          | 12ª             |

Gara a squadre
| Atleta                                                 | Gara   | Programma corto | Programma corto | Programma libero | Programma libero | Totale | Totale    |
| Atleta                                                 | Gara   | Punti           | Posizione       | Punti            | Posizione        | Punti  | Posizione |
| ------------------------------------------------------ | ------ | --------------- | --------------- | ---------------- | ---------------- | ------ | --------- |
| Jin Boyang                                             | Uomini | 82,87           | 5º              | 155,04           | 7º               | 50     | 5ª        |
| Zhu Yi                                                 | Donne  | 47,03           | 1ª              | 91,41            | 6ª               | 50     | 5ª        |
| Sui Wenjing / Han Cong (PC) Peng Cheng / Jin Yang (PL) | Coppie | 82,83           | 10ª             | 131,75           | 8ª               | 50     | 5ª        |
| Wang Shiyue / Liu Xinyu                                | Danza  | 74,66           | 6ª              | 107,18           | 7ª               | 50     | 5ª        |

## Pattinaggio di velocità
| Atleta        | Evento           | Tempo   | Posizione |
| ------------- | ---------------- | ------- | --------- |
| Gao Tingyu    | 500 m maschile   | 34"32   |           |
| Yang Tao      | 500 m maschile   | 35"162  | 21º       |
| Jin Jingzhu   | 500 m femminile  | 37"88   | 12ª       |
| Tian Ruining  | 500 m femminile  | 37"982  | 14ª       |
| Lian Ziwen    | 1000 m maschile  | 1'09"93 | 19º       |
| Ning Zhongyan | 1000 m maschile  | 1'08"60 | 5º        |
| Jin Jingzhu   | 1000 m femminile | 1'16"90 | 22ª       |
| Li Qishi      | 1000 m femminile | 1'15"99 | 14ª       |
| Yin Qi        | 1000 m femminile | 1'16"00 | 15ª       |
| Lian Ziwen    | 1500 m maschile  | 1'49"15 | 27º       |
| Ning Zhongyan | 1500 m maschile  | 1'45"28 | 7º        |
| Wang Haotian  | 1500 m maschile  | 1'47"13 | 20º       |
| Adake Ahenaer | 1500 m femminile | 1'58"59 | 17ª       |
| Han Mei       | 1500 m femminile | 1'56"08 | 11ª       |
| Yin Qi        | 1500 m femminile | 1'57"00 | 15ª       |
| Adake Ahenaer | 3000 m femminile | 4'12"28 | 17ª       |
| Han Mei       | 3000 m femminile | 4'07"74 | 15ª       |
| Han Mei       | 5000 m femminile | 7'08"37 | 11º       |

Mass start
| Atleta        | Evento               | Semifinale | Semifinale | Semifinale | Finale          | Finale          | Finale    |
| Atleta        | Evento               | Punti      | Tempo      | Posizione  | Punti           | Tempo           | Posizione |
| ------------- | -------------------- | ---------- | ---------- | ---------- | --------------- | --------------- | --------- |
| Ning Zhongyan | Mass start maschile  | 20         | 7'56"75    | 3º         | 0               | 7'48"07         | 12º       |
| Wang Haotian  | Mass start maschile  | 0          | 7'46"30    | 12º        | Non qualificato | Non qualificato | 23º       |
| Guo Dan       | Mass start femminile | 21         | 8'34"39    | 3ª         | 0               | 8'18"61         | 13ª       |
| Li Qishi      | Mass start femminile | 23         | 8'29"01    | 3ª         | DSQ             | DSQ             | 16ª       |

Inseguimento a squadre
| Atleta                         | Evento                           | Quarti di finale   | Quarti di finale | Semifinale       | Semifinale      | Finale                                | Finale    |
| Atleta                         | Evento                           | Avversario Tempo   | Posizione        | Avversario Tempo | Posizione       | Avversario Tempo                      | Posizione |
| ------------------------------ | -------------------------------- | ------------------ | ---------------- | ---------------- | --------------- | ------------------------------------- | --------- |
| Lian Ziwen Wang Haotian Xu Fu  | Inseguimento a squadre maschile  | ROC P 3'52"25      | 8ª QD            | Non qualificati  | Non qualificati | Finale 7º/8º posto Italia P 3'53"58   | 8ª        |
| Han Mei Ahenaer Adake Li Qishi | Inseguimento a squadre femminile | Giappone P 3'00"58 | 5ª QC            | Non qualificate  | Non qualificate | Finale 5º/6º posto Norvegia V 2'58"33 | 6ª        |

## Salto con gli sci
Uomini
| Atleta                                         | Evento                      | Qualificazione | Qualificazione | Qualificazione | Finale          | Finale          | Finale          | Finale          | Finale          | Finale          | Finale          | Finale          |
| Atleta                                         | Evento                      | Qualificazione | Qualificazione | Qualificazione | Primo salto     | Primo salto     | Primo salto     | Secondo salto   | Secondo salto   | Secondo salto   | Totale          | Totale          |
| Atleta                                         | Evento                      | Lunghezza      | Punti          | Posizione      | Lunghezza       | Punti           | Posizione       | Lunghezza       | Punti           | Posizione       | Punti           | Posizione       |
| ---------------------------------------------- | --------------------------- | -------------- | -------------- | -------------- | --------------- | --------------- | --------------- | --------------- | --------------- | --------------- | --------------- | --------------- |
| Song Qiwu                                      | Trampolino normale maschile | 61,5 m         | 24,3           | 53º            | Non qualificato | Non qualificato | Non qualificato | Non qualificato | Non qualificato | Non qualificato | Non qualificato | Non qualificato |
| Song Qiwu                                      | Trampolino lungo maschile   | 94,5 m         | 50,7           | 55º            | Non qualificato | Non qualificato | Non qualificato | Non qualificato | Non qualificato | Non qualificato | Non qualificato | Non qualificato |
| MLyu Yixin Song Qiwu Zhen Weijie Zhou Xiaoyang | Gara a squadre              | N.D.           | N.D.           | N.D.           | 346,0 m         | 115,0           | 11º             | Non qualificato | Non qualificato | Non qualificato | Non qualificato | Non qualificato |

Donne
| Atleta       | Evento                       | Qualificazione | Qualificazione | Qualificazione | Finale      | Finale      | Finale      | Finale          | Finale          | Finale          | Finale          | Finale          |
| Atleta       | Evento                       | Qualificazione | Qualificazione | Qualificazione | Primo salto | Primo salto | Primo salto | Secondo salto   | Secondo salto   | Secondo salto   | Totale          | Totale          |
| Atleta       | Evento                       | Lunghezza      | Punti          | Posizione      | Lunghezza   | Punti       | Posizione   | Lunghezza       | Punti           | Posizione       | Punti           | Posizione       |
| ------------ | ---------------------------- | -------------- | -------------- | -------------- | ----------- | ----------- | ----------- | --------------- | --------------- | --------------- | --------------- | --------------- |
| Dong Bing    | Trampolino normale femminile | N.D.           | N.D.           | N.D.           | 73,0 m      | 57,3        | 31ª         | Non qualificata | Non qualificata | Non qualificata | Non qualificata | Non qualificata |
| Peng Qingyue | Trampolino normale femminile | N.D.           | N.D.           | N.D.           | 63,5 m      | 31,3        | 38ª         | Non qualificata | Non qualificata | Non qualificata | Non qualificata | Non qualificata |

Misto
| Atleta                                       | Evento         | Qualificazione | Qualificazione | Qualificazione | Finale      | Finale      | Finale      | Finale          | Finale          | Finale          | Finale          | Finale          |
| Atleta                                       | Evento         | Qualificazione | Qualificazione | Qualificazione | Primo salto | Primo salto | Primo salto | Secondo salto   | Secondo salto   | Secondo salto   | Totale          | Totale          |
| Atleta                                       | Evento         | Lunghezza      | Punti          | Posizione      | Lunghezza   | Punti       | Posizione   | Lunghezza       | Punti           | Posizione       | Punti           | Posizione       |
| -------------------------------------------- | -------------- | -------------- | -------------- | -------------- | ----------- | ----------- | ----------- | --------------- | --------------- | --------------- | --------------- | --------------- |
| Dong Bing Peng Qingyue Song Qiwu Zhao Jiawen | Gara a squadre | N.D.           | N.D.           | N.D.           | 286,5 m     | 229,8       | 10ª         | Non qualificati | Non qualificati | Non qualificati | Non qualificati | Non qualificati |

## Sci alpino
Uomini
| Atleta         | Evento          | Tempo     | Tempo     | Tempo   | Posizione |
| Atleta         | Evento          | 1ª manche | 2ª manche | Totale  | Posizione |
| -------------- | --------------- | --------- | --------- | ------- | --------- |
| Xu Mingfu      | Combinata       | 1'55"32   | 1'05"08   | 3'00"40 | 17º       |
| Zhang Yangming | Combinata       | 1:55.25   | 54.47     | 2:49.72 | 16º       |
| Xu Mingfu      | Discesa libera  | 1'56"93   | 1'56"93   | 1'56"93 | 36º       |
| Zhang Yangming | Discesa libera  | DNF       | DNF       | DNF     | DNF       |
| Xu Mingfu      | Slalom gigante  | 1'15"96   | 1'17"26   | 2'33"22 | 33º       |
| Zhang Yangming | Slalom gigante  | 1'15"66   | 1'19"51   | 2'35"17 | 36º       |
| Xu Mingfu      | Slalom speciale | DNF       | DNF       | DNF     | DNF       |
| Zhang Yangming | Slalom speciale | DNF       | DNF       | DNF     | DNF       |
| Xu Mingfu      | Supergigante    | DNF       | DNF       | DNF     | DNF       |
| Zhang Yangming | Supergigante    | colspan=3 | 1'29"39   | 33º     |           |

Donne
| Atleta       | Evento          | Tempo     | Tempo     | Tempo   | Posizione |
| Atleta       | Evento          | 1ª manche | 2ª manche | Totale  | Posizione |
| ------------ | --------------- | --------- | --------- | ------- | --------- |
| Kong Fanying | Slalom gigante  | 1'08"25   | 1'07"17   | 2'15"42 | 40ª       |
| Ni Yueming   | Slalom gigante  | 1'08"75   | 1'08"31   | 2'17"06 | 44ª       |
| Kong Fanying | Slalom speciale | 1'05"97   | 1'05"98   | 2'11"95 | 47ª       |
| Ni Yueming   | Slalom speciale | DNF       | DNF       | DNF     | DNF       |
| Kong Fanying | Supergigante    | 1'23"51   | 1'23"51   | 1'23"51 | 41ª       |
| Ni Yueming   | Supergigante    | 1'22"59   | 1'22"59   | 1'22"59 | 40ª       |
| Kong Fanying | Discesa libera  | 1'44"53   | 1'44"53   | 1'44"53 | 31ª       |
| Kong Fanying | Combinata       | 1'41"95   | 1'05"73   | 2'47"68 | 15ª       |

Misti
| Atleti                                           | Evento         | Ottavi finale        | Quarti finale        | Semifinali           | Finale               | Finale |
| Atleti                                           | Evento         | Avversario Risultato | Avversario Risultato | Avversario Risultato | Avversario Risultato | Cl.    |
| ------------------------------------------------ | -------------- | -------------------- | -------------------- | -------------------- | -------------------- | ------ |
| Xu Mingfu Zhang Yangming Kong Fanying Ni Yueming | Gara a squadre | Svizzera P 0–4       | Non qualificati      | Non qualificati      | Non qualificati      | 15ª    |

## Sci di fondo
Uomini
Distanza
| Atleta                                           | Evento                 | Tecnica classica | Tecnica classica | Tecnica libera | Tecnica libera | Totale    | Totale   | Totale    |
| Atleta                                           | Evento                 | Tempo            | Posizione        | Tempo          | Posizione      | Tempo     | Distacco | Posizione |
| ------------------------------------------------ | ---------------------- | ---------------- | ---------------- | -------------- | -------------- | --------- | -------- | --------- |
| Ciren Zhandui                                    | 15 km tecnica classica | N.D.             | N.D.             | N.D.           | N.D.           | 43'22"2   | +5'27"4  | 63º       |
| Hadesi Badelihan                                 | 15 km tecnica classica | N.D.             | N.D.             | N.D.           | N.D.           | 42'48"1   | +4'53"3  | 57º       |
| Liu Rongsheng                                    | 15 km tecnica classica | N.D.             | N.D.             | N.D.           | N.D.           | 41'51"7   | +3'56"9  | 47º       |
| Shang Jincai                                     | 15 km tecnica classica | N.D.             | N.D.             | N.D.           | N.D.           | 41'29"6   | +3'34"8  | 41º       |
| Chen Degen                                       | Skiathlon 30 km        | 45'55"6          | 60º              | LAP            | LAP            | LAP       | LAP      | 59º       |
| Hadesi Badelihan                                 | Skiathlon 30 km        | 44'04"2          | 49º              | LAP            | LAP            | LAP       | LAP      | 50º       |
| Liu Rongsheng                                    | Skiathlon 30 km        | 43'19"3          | 45º              | 41'05"6        | 37º            | 1h24'59"6 | +8'49"8  | 38º       |
| Shang Jincai                                     | Skiathlon 30 km        | 43'03"2          | 41º              | 43'08"8        | 48º            | 1h26'48"2 | +10'38"4 | 49º       |
| Chen Degen                                       | 50 km tecnica libera   | N.D.             | N.D.             | N.D.           | N.D.           | 1h18'14"1 | +6'41"4  | 41º       |
| Hadesi Badelihan                                 | 50 km tecnica libera   | N.D.             | N.D.             | N.D.           | N.D.           | 1h19'45"9 | +8'13"2  | 45º       |
| Liu Rongsheng                                    | 50 km tecnica libera   | N.D.             | N.D.             | N.D.           | N.D.           | 1h19'58"5 | +8'25"8  | 48º       |
| Wang Qiang                                       | 50 km tecnica libera   | N.D.             | N.D.             | N.D.           | N.D.           | 1h19'53"5 | +8'20"8  | 46º       |
| Chen Degen Liu Rongsheng Shang Jincai Wang Qiang | Staffetta 4x10 km      | N.D.             | N.D.             | N.D.           | N.D.           | LAP       | LAP      | 13ª       |

Sprint
| Atleta                  | Evento           | Qualificazioni | Qualificazioni | Quarti di finale | Quarti di finale | Semifinali      | Semifinali      | Finale          | Finale          |
| Atleta                  | Evento           | Tempo          | Pos.           | Tempo            | Pos.             | Tempo           | Pos.            | Tempo           | Pos.            |
| ----------------------- | ---------------- | -------------- | -------------- | ---------------- | ---------------- | --------------- | --------------- | --------------- | --------------- |
| Ciren Zhandui           | Sprint           | 3'03"22        | 60º            | Non qualificato  | Non qualificato  | Non qualificato | Non qualificato | Non qualificato | Non qualificato |
| Liu Rongsheng           | Sprint           | 3'12"14        | 79º            | Non qualificato  | Non qualificato  | Non qualificato | Non qualificato | Non qualificato | Non qualificato |
| Shang Jincai            | Sprint           | 3'06"52        | 67º            | Non qualificato  | Non qualificato  | Non qualificato | Non qualificato | Non qualificato | Non qualificato |
| Wang Qiang              | Sprint           | 2'48"91        | 5º Q           | DSQ              | DSQ              | Non qualificato | Non qualificato | Non qualificato | 30º             |
| Wang Qiang Shang Jincai | Sprint a squadre | N.D.           | N.D.           | N.D.             | N.D.             | 20'12"40        | 7ª              | Non qualificato | 13ª             |

Donne
Distanza
| Atleta                                      | Evento                 | Tecnica classica | Tecnica classica | Tecnica libera | Tecnica libera | Totale    | Totale   | Totale    |
| Atleta                                      | Evento                 | Tempo            | Posizione        | Tempo          | Posizione      | Tempo     | Distacco | Posizione |
| ------------------------------------------- | ---------------------- | ---------------- | ---------------- | -------------- | -------------- | --------- | -------- | --------- |
| Chi Chunxue                                 | 10 km tecnica classica | N.D.             | N.D.             | N.D.           | N.D.           | 31'10"6   | +3'04"3  | 39ª       |
| Dinigeer Yilamujiang                        | 10 km tecnica classica | N.D.             | N.D.             | N.D.           | N.D.           | 32'23"8   | +4'17"5  | 56ª       |
| Li Xin                                      | 10 km tecnica classica | N.D.             | N.D.             | N.D.           | N.D.           | 31'36"9   | +3'30"6  | 45ª       |
| Ma Qinghua                                  | 10 km tecnica classica | N.D.             | N.D.             | N.D.           | N.D.           | 31'52"3   | +3'46"0  | 50ª       |
| Chi Chunxue                                 | Skiathlon 15 km        | 24'45"5          | 35ª              | 23'40"7        | 34ª            | 49'08"3   | +4'54"6  | 34ª       |
| Dinigeer Yilamujiang                        | Skiathlon 15 km        | 25'26"8          | 45ª              | 24'01"7        | 39ª            | 50'10"7   | +5'57"0  | 43ª       |
| Jialin Bayani                               | Skiathlon 15 km        | 25'41"2          | 48ª              | 24'00"3        | 38ª            | 50'20"2   | +6'06"5  | 46ª       |
| Li Xin                                      | Skiathlon 15 km        | 25'03"1          | 38ª              | 23'27"6        | 28ª            | 49'07"7   | +4'54"0  | 33ª       |
| Chi Chunxue                                 | 30 km tecnica libera   | N.D.             | N.D.             | N.D.           | N.D.           | 1h35'41"0 | +10'47"0 | 38ª       |
| Dinigeer Yilamujiang                        | 30 km tecnica libera   | N.D.             | N.D.             | N.D.           | N.D.           | 1h50'04"2 | +25'10"2 | 60ª       |
| Jialin Bayani                               | 30 km tecnica libera   | N.D.             | N.D.             | N.D.           | N.D.           | 1h39'14"8 | +14'20"8 | 47ª       |
| Li Xin                                      | 30 km tecnica libera   | N.D.             | N.D.             | N.D.           | N.D.           | 1h38'39"2 | +13'45"2 | 46ª       |
| Chi Chunxue Li Xin Jialin Bayani Ma Qinghua | Staffetta 4x5 km       | N.D.             | N.D.             | N.D.           | N.D.           | 57'49"7   | +4'08"7  | 10ª       |

Sprint
| Atleta               | Evento           | Qualificazioni | Qualificazioni | Quarti di finale | Quarti di finale | Semifinali      | Semifinali      | Finale          | Finale          |
| Atleta               | Evento           | Tempo          | Pos.           | Tempo            | Pos.             | Tempo           | Pos.            | Tempo           | Pos.            |
| -------------------- | ---------------- | -------------- | -------------- | ---------------- | ---------------- | --------------- | --------------- | --------------- | --------------- |
| Chi Chunxue          | Sprint           | 3'25"31        | 38ª            | Non qualificata  | Non qualificata  | Non qualificata | Non qualificata | Non qualificata | Non qualificata |
| Dinigeer Yilamujiang | Sprint           | 3'34"55        | 56ª            | Non qualificata  | Non qualificata  | Non qualificata | Non qualificata | Non qualificata | Non qualificata |
| Jialin Bayani        | Sprint           | 3'39"27        | 66ª            | Non qualificata  | Non qualificata  | Non qualificata | Non qualificata | Non qualificata | Non qualificata |
| Ma Qinghua           | Sprint           | 3'25"05        | 36ª            | Non qualificata  | Non qualificata  | Non qualificata | Non qualificata | Non qualificata | Non qualificata |
| Chi Chunxue Li Xin   | Sprint a squadre | N.D.           | N.D.           | N.D.             | N.D.             | 23'43"93        | 5ª              | Non qualificate | 11ª             |

## Short track
Uomini
| Atleta                                  | Evento           | Batterie | Batterie  | Quarti   | Quarti    | Semifinale      | Semifinale      | Finale / Finale B | Finale / Finale B |
| Atleta                                  | Evento           | Tempo    | Posizione | Tempo    | Posizione | Tempo           | Posizione       | Tempo             | Posizione         |
| --------------------------------------- | ---------------- | -------- | --------- | -------- | --------- | --------------- | --------------- | ----------------- | ----------------- |
| Ren Ziwei                               | 500 m            | 40"669   | 1º Q      | 40"714   | 3º        | Non qualificato | Non qualificato | Non qualificato   | 11º               |
| Sun Long                                | 500 m            | 42"871   | 3º ADV    | 40"779   | 4º        | Non qualificato | Non qualificato | Non qualificato   | 15º               |
| Wu Dajing                               | 500 m            | 40"230   | 1º Q      | 40"528   | 1º Q      | 40"478          | 3º QB           | 41"157            | 6º                |
| Li Wenlong                              | 1000 m           | 1'23"140 | 3º q      | 1'30"550 | 2º Q      | 1'26"722        | 2º Q            | 1'29"917          |                   |
| Ren Ziwei                               | 1000 m           | 1'23"772 | 1º Q      | 1'34"211 | 2º Q      | 1'26"576        | 1º Q            | 1'26"768          |                   |
| Wu Dajing                               | 1000 m           | 1'23"927 | 1º Q      | 1'33"302 | 2º Q      | 1'23"928        | 2º Q            | 1'42"937          | 4º                |
| Sun Long                                | 1500 m           | N.D.     | N.D.      | 2'19"244 | 4º        | Non qualificato | Non qualificato | Non qualificato   | 25º               |
| Ren Ziwei                               | 1500 m           | N.D.     | N.D.      | 2:15.084 | 1º Q      | DSQ             | DSQ             | Non qualificato   | 21º               |
| Zhang Tianyi                            | 1500 m           | N.D.     | N.D.      | –        | 6º        | Non qualificato | Non qualificato | Non qualificato   | 33º               |
| Li Wenlong Ren Ziwei Sun Long Wu Dajing | 5000 m staffetta | N.D.     | N.D.      | N.D.     | N.D.      | 6'51"040        | 4ª ADVA         | 6'51"654          | 5ª                |

Donne
| Atleta                                      | Evento           | Batterie | Batterie  | Quarti   | Quarti    | Semifinale      | Semifinale      | Finale / Finale B | Finale / Finale B |
| Atleta                                      | Evento           | Tempo    | Posizione | Tempo    | Posizione | Tempo           | Posizione       | Tempo             | Posizione         |
| ------------------------------------------- | ---------------- | -------- | --------- | -------- | --------- | --------------- | --------------- | ----------------- | ----------------- |
| Fan Kexin                                   | 500 m            | 43"275   | 1ª Q      | 1'03"594 | 3ª        | Non qualificata | Non qualificata | Non qualificata   | 11ª               |
| Qu Chunyu                                   | 500 m            | 42"691   | 2ª Q      | 43"029   | 2ª Q      | DSQ             | DSQ             | Non qualificata   | 10ª               |
| Zhang Yuting                                | 500 m            | 43"233   | 2ª Q      | 54"211   | 3ª ADVA   | 43"196          | 2ª Q            | 42"803            | 4ª                |
| Han Yutong                                  | 1000 m           | 1'27"401 | 2ª Q      | 1'31"638 | 5ª        | Non qualificata | Non qualificata | Non qualificata   | 18ª               |
| Qu Chunyu                                   | 1000 m           | 1'30"342 | 1ª Q      | 1'28"355 | 4ª        | Non qualificata | Non qualificata | Non qualificata   | 13ª               |
| Zhang Chutong                               | 1000 m           | 1'27"910 | 3ª q      | 1'29"755 | 4ª        | Non qualificata | Non qualificata | Non qualificata   | 15ª               |
| Han Yutong                                  | 1500 m           | N.D.     | N.D.      | 2'21"191 | 3ª Q      | 2'17"112        | 2ª Q            | 2'19"060          | 7ª                |
| Zhang Chutong                               | 1500 m           | N.D.     | N.D.      | 2'19"839 | 4ª q      | 2'26"717        | 7ª              | Non qualificata   | 20ª               |
| Zhang Yuting                                | 1500 m           | N.D.     | N.D.      | 2'22"161 | 3ª Q      | 2'18"741        | 6ª              | Non qualificata   | 17ª               |
| Fan Kexin Han Yutong Qu Chunyu Zhang Yuting | 3000 m staffetta | N.D.     | N.D.      | N.D.     | N.D.      | 4'04"383        | 2ª Q            | 4'03"863          |                   |

Misto
| Atleta                                               | Evento           | Quarti   | Quarti    | Semifinale | Semifinale | Finale / Finale B | Finale / Finale B |
| Atleta                                               | Evento           | Tempo    | Posizione | Tempo      | Posizione  | Tempo             | Posizione         |
| ---------------------------------------------------- | ---------------- | -------- | --------- | ---------- | ---------- | ----------------- | ----------------- |
| Qu Chunyu Fan Kexin Wu Dajing Ren Ziwei Zhang Yuting | 2000 m staffetta | 2'37"535 | 1ª Q      | 2'38"783   | 2ª Q       | 2'37"348          |                   |

## Skeleton
| Atleta      | Evento            | 1ª manche | 1ª manche | 2ª manche | 2ª manche | 3ª manche | 3ª manche | 4ª manche | 4ª manche | Totale  | Totale    |
| Atleta      | Evento            | Tempo     | Posizione | Tempo     | Posizione | Tempo     | Posizione | Tempo     | Posizione | Tempo   | Posizione |
| ----------- | ----------------- | --------- | --------- | --------- | --------- | --------- | --------- | --------- | --------- | ------- | --------- |
| Yan Wengang | Singolo maschile  | 1'00"43   | 3º        | 1'00"65   | 4º        | 1'00"54   | 6º        | 1'00"15   | 1º        | 4'01"77 |           |
| Yin Zheng   | Singolo maschile  | 1'00"74   | 7º        | 1'00"71   | 5º        | 1'00"40   | 4º        | 1'00"28   | 2º        | 4'02"13 | 5º        |
| Li Yuxi     | Singolo femminile | 1'02"64   | 14ª       | 1'02"62   | 9ª        | 1'02"39   | 12ª       | 1'02"94   | 19ª       | 4'10"59 | 14ª       |
| Zhao Dan    | Singolo femminile | 1'02"26   | 3ª        | 1'02"40   | 5ª        | 1'02"53   | 16ª       | 1'02"33   | 9ª        | 4'09"52 | 9ª        |

## Slittino
| Atleta                                           | Evento            | 1ª manche | 1ª manche | 2ª manche | 2ª manche | 3ª manche | 3ª manche | 4ª manche       | 4ª manche       | Totale   | Totale    |
| Atleta                                           | Evento            | Tempo     | Posizione | Tempo     | Posizione | Tempo     | Posizione | Tempo           | Posizione       | Tempo    | Posizione |
| ------------------------------------------------ | ----------------- | --------- | --------- | --------- | --------- | --------- | --------- | --------------- | --------------- | -------- | --------- |
| Fan Duoyao                                       | Singolo maschile  | 58"848    | 23º       | 58"883    | 21º       | 58"895    | 25º       | Non qualificato | Non qualificato | 2'56"626 | 24º       |
| Wang Peixuan                                     | Singolo femminile | 1'00"986  | 29ª       | 1'00"391  | 28ª       | 1'00"025  | 28ª       | Non qualificata | Non qualificata | 3'01"402 | 29ª       |
| Huang Yebo Peng Junyue                           | Doppio            | 1'00"732  | 17ª       | 1'00"840  | 17ª       | N.D.      | N.D.      | N.D.            | N.D.            | 2'01"572 | 17ª       |
| Wang Peixuan Fan Duoyao Huang Yebo / Peng Junyue | Misto             | 1'01"947  | 13ª       | 1'03"467  | 11ª       | 1'04"768  | 13ª       | N.D.            | N.D.            | 3'10"182 | 12ª       |

## Snowboard
Freestyle
| Atleta       | Evento               | Qualificazione | Qualificazione | Qualificazione | Qualificazione | Qualificazione | Finale          | Finale          | Finale          | Finale          | Finale          |
| Atleta       | Evento               | Run 1          | Run 2          | Run 3          | Migliore       | Posizione      | Run 1           | Run 2           | Run 3           | Migliore        | Posizione       |
| ------------ | -------------------- | -------------- | -------------- | -------------- | -------------- | -------------- | --------------- | --------------- | --------------- | --------------- | --------------- |
| Su Yiming    | Big air maschile     | 92,50          | 62,75          | 28,00          | 155,25         | 5º Q           | 89,50           | 93,00           | 33,00           | 182,50          |                 |
| Rong Ge      | Big air femminile    | 10,75          | 64,00          | 65,75          | 129,75         | 9ª Q           | 29,00           | 85,75           | 74,25           | 160,00          | 5ª              |
| Fan Xiaobing | Halfpipe maschile    | 39,00          | 44,00          | N.D.           | 44,00          | 16º            | Non qualificato | Non qualificato | Non qualificato | Non qualificato | Non qualificato |
| Gao Hongbo   | Halfpipe maschile    | 15,00          | DNS            | N.D.           | 15,00          | 25º            | Non qualificato | Non qualificato | Non qualificato | Non qualificato | Non qualificato |
| Gu Ao        | Halfpipe maschile    | 50,25          | 58,50          | N.D.           | 58,50          | 14º            | Non qualificato | Non qualificato | Non qualificato | Non qualificato | Non qualificato |
| Wang Ziyang  | Halfpipe maschile    | 20,25          | 7,50           | N.D.           | 20,25          | 21º            | Non qualificato | Non qualificato | Non qualificato | Non qualificato | Non qualificato |
| Cai Xuetong  | Halfpipe femminile   | 83,25          | 55,50          | N.D.           | 83,25          | 3ª Q           | 81,25           | 64,50           | 75,00           | 81,25           | 4ª              |
| Liu Jiayu    | Halfpipe femminile   | 15,25          | 72,25          | N.D.           | 72,25          | 7ª Q           | 11,25           | 4,75            | 73,50           | 73,50           | 8ª              |
| Qiu Leng     | Halfpipe femminile   | 63,50          | 66,25          | N.D.           | 66,25          | 12ª Q          | 53,75           | 9,50            | 18,75           | 53,75           | 12ª             |
| Wu Shaotong  | Halfpipe femminile   | 10,25          | 16,75          | N.D.           | 16,75          | 22ª            | Non qualificata | Non qualificata | Non qualificata | Non qualificata | Non qualificata |
| Su Yiming    | Slopestyle maschile  | 86,80          | 41,93          | N.D.           | 86,80          | 1º Q           | 78,38           | 88,70           | 66,58           | 88,70           |                 |
| Rong Ge      | Slopestyle femminile | 29,36          | 13,01          | N.D.           | 29,36          | 25ª            | Non qualificata | Non qualificata | Non qualificata | Non qualificata | Non qualificata |

Parallelo
| Atleta       | Evento                             | Qualificazione | Qualificazione | Ottavi               | Quarti               | Semifinale           | Finale               | Finale          |
| Atleta       | Evento                             | Tempo          | Posizione      | Avversario Risultato | Avversario Risultato | Avversario Risultato | Avversario Risultato | Posizione       |
| ------------ | ---------------------------------- | -------------- | -------------- | -------------------- | -------------------- | -------------------- | -------------------- | --------------- |
| Bi Ye        | Slalom gigante parallelo maschile  | 1'23"53        | 22º            | Non qualificato      | Non qualificato      | Non qualificato      | Non qualificato      | Non qualificato |
| Gong Naiying | Slalom gigante parallelo femminile | 1'29"31        | 19ª            | Non qualificata      | Non qualificata      | Non qualificata      | Non qualificata      | Non qualificata |
| Zang Ruxin   | Slalom gigante parallelo femminile | 1'37"48        | 25ª            | Non qualificata      | Non qualificata      | Non qualificata      | Non qualificata      | Non qualificata |

Cross
| Atleta  | Evento                    | Posizionamento | Posizionamento | Ottavi    | Quarti          | Semifinale      | Finale / Finale B | Finale / Finale B |
| Atleta  | Evento                    | Tempo          | Posizione      | Posizione | Posizione       | Posizione       | Posizione         | Totale            |
| ------- | ------------------------- | -------------- | -------------- | --------- | --------------- | --------------- | ----------------- | ----------------- |
| Feng He | Snowboard cross femminile | 1'31"25        | 30ª            | 4ª        | Non qualificata | Non qualificata | Non qualificata   | 30ª               |